# Branko Hucika
Branko Hucika (* 10. Juli 1977 in Zagreb) ist ein ehemaliger kroatischer Fußballspieler.

## Karriere
Hucika begann seine Karriere 1994 beim Erstligisten Dinamo Zagreb. 1997 wechselte er zu NK Hrvatski dragovoljac. Für den Verein bestritt er 44 Erstligaspiele. 1999 wechselte er zum südkoreanischen Ulsan Hyundai. 2000 wechselte er auf Leihbasis zum japanischen Zweitligisten Shonan Bellmare. 2001 kehrte er nach Brasilien zurück und unterschrieb einen Vertrag bei NK Čakovec. Am Ende der 1. HNL 2001/02 stieg der Verein in die zweite Liga ab. 2002 wechselte er zum ungarischen Győri ETO FC. 2003 wechselte er zum kroatischen NK Zagreb. 2004 wechselte er zum singapurischen Tampines Rovers. Mit dem Verein wurde er 2004 und 2005 singapurischer Meister. 2006 wechselte er zum polnischen Polonia Warschau. Am Ende der Ekstraklasa 2005/06 stieg der Verein in die zweite Liga ab. 2007 kehrte er nach Kroatien zurück und unterschrieb einen Vertrag bei NK Naftaš HAŠK Zagreb. 

## Erfolge
Tampines Rovers
- Singapurischer Meister: 2004, 2005